# Balthasar Coymans (1555-1634)

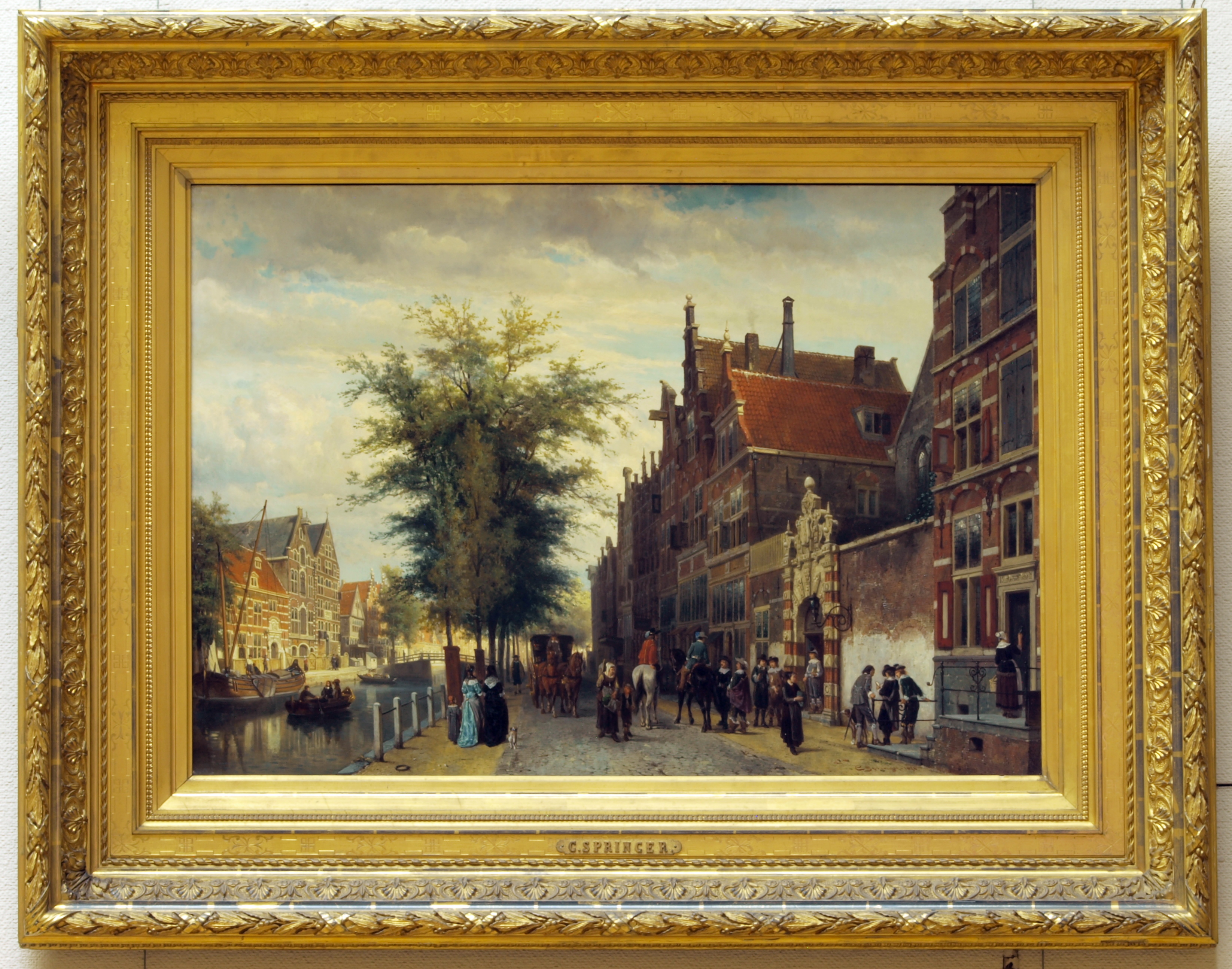
Het Atheneum Illustre aan de Oudezijds Voorburgwal te Amsterdam

Balthasar Coymans (1555 - 1634) was een koopman afkomstig uit Antwerpen. Hij was de zoon van Jeronimus Coymans (de oude) (1503-1580) uit Antwerpen en Constantia Spinelli (ca. 1516-1581) uit Pavia, die  uit een Florentijnse bankiersfamie stamde. Hij en zijn broers Caspar, Jeronimus en Thomas behoorden tot de rijkste kooplui in de havenstad. Coymans trouwde in 1588 met Isabella (Elisabeth) de Pickere (1566-1624). Via Hamburg kwam hij eind 1592 in Amsterdam terecht. Coymans handelde op Italië en de Levant en financierde in 1598 de expeditie van Jacques Mahu.
In 1602 behoorde hij tot de grote investeerders in de VOC met een bedrag van 18.000 gulden. Hij woonde op de Fluwelenburgwal, naast het Athenaeum Illustre. Balthasar had een hofstede in de Purmer en vanaf 1627 een buitenplaats bij Wijk aan Zee, genaamd Westerhout.

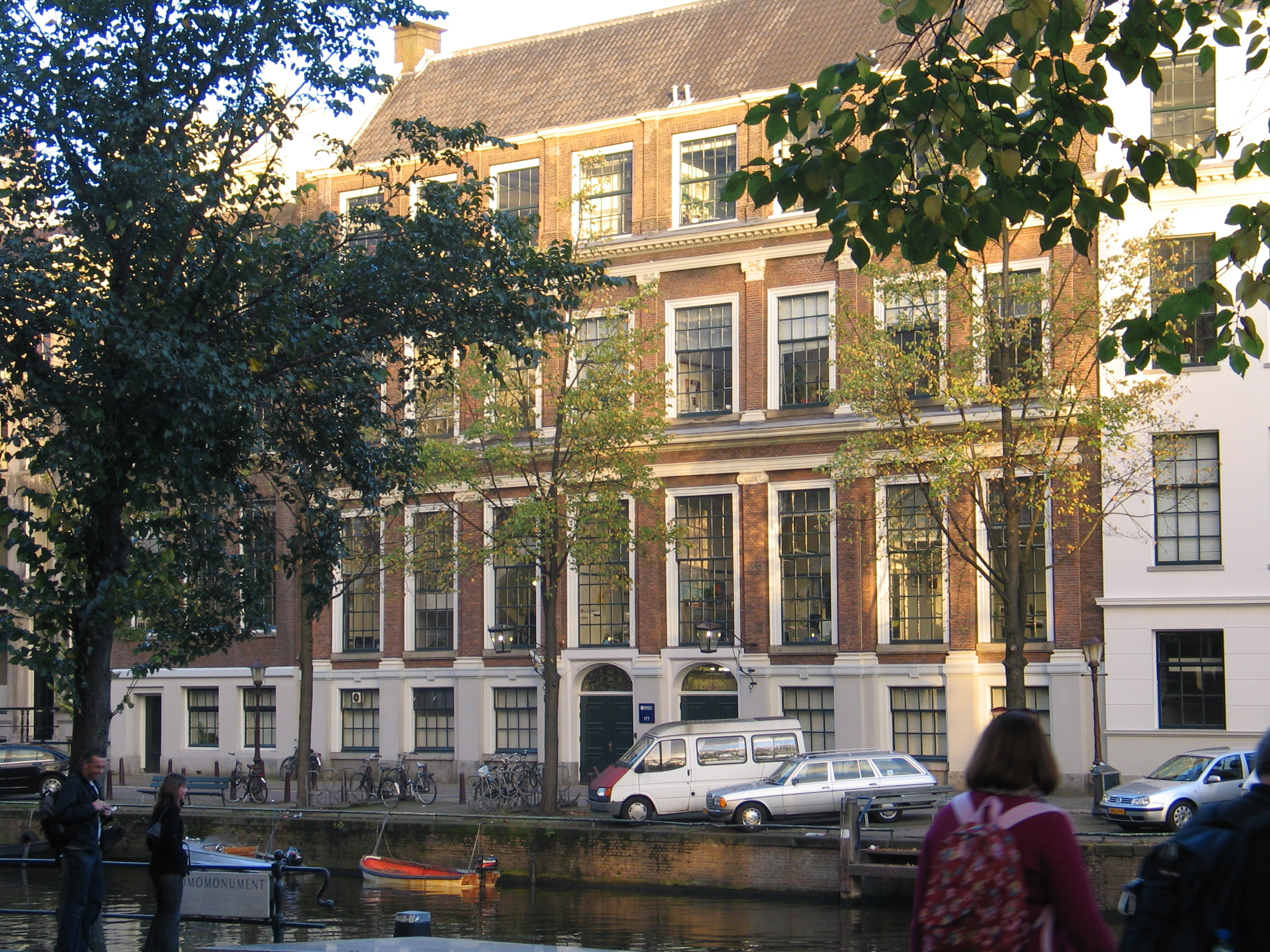
Keizersgracht 177, de Coymanshuizen in 2008

Coymans was een internationale bankier die onder de dekmantel van zijn bedrijf koeriersdiensten tussen Orange en Den Haag verleende. In 1631 behoorde hij tot de vijf hoogstaangeslagen Amsterdammers.
Coymans had zeker tien kinderen:
- Balthasar Coymans (1589-1657), trouwde in 1641 met Maria Trip; hij was de bouwheer van het Coymanshuis op de Keizersgracht samen met zijn broer Johannes
- Josephus Coymans (1591-ca. 1653) trouwde in 1616 met Dorothea Berck; verhuisde naar Haarlem; handelde in linnen, eigenaar van meerdere blekerijen.
- Elisabeth (1595-1653) trouwde in 1614 met Jan Deutz;
- Jeronimus (1598-1658) trouwde in 1623 met Maria Raye; handelde in specerijen; eigenaar van Meeresteyn onder Velsen.
- Johannes Coymans (1601-1657), trouwde in 1634 met Sophia Trip, die de firma voortzette na het overlijden van haar man en zwager Balthasar.
- Maria (1603-1647) trouwde in 1624 met de weduwnaar Johan Huydecoper van Maarsseveen, burgemeester van Amsterdam.
- Davidt (1605-),
- Constantia (1607-1679) trouwde in 1627 met Pieter Belten, en in 1641 met Justus-Borre van Amerongen;
- Enoch (1608-na 1635) en
- Leonora (1611-) trouwde in 1634 met Samuel Timmermans van Riga.

Zijn zoons Balthasar II en Johannes Coymans (1601-1657) zetten het handelshuis van de familie Coymans voort op de Keizersgracht.